# Maarten Martens
Pour les articles homonymes, voir Martens.
Maarten Martens, né le 2 juillet 1984 à Eeklo en Belgique, est un footballeur international et entraîneur belge qui joue au poste de milieu de terrain. Il est actuellement l'entraîneur de l'AZ Alkmaar.

## Biographie
Formé au RSC Anderlecht, il ne parvient pas à s'imposer et est prêté en 2004 au RKC Waalwijk qui l'achètera définitivement un an plus tard. Il s'impose vite comme titulaire indiscutable malgré son jeune âge et même comme capitaine. En 2006, il rejoint l'AZ Alkmaar. Maarten Martens a été sélectionné en équipe nationale à neuf reprises.
En janvier 2014, il signe en faveur du club grec du PAOK Salonique.
Il est également international belge espoir et participe au championnat d'Europe Espoirs 2007 aux Pays-Bas.

## Clubs précédents
- 2003-2005 : RSC Anderlecht  Belgique
  - 2004-2005 :RKC Waalwijk  Pays-Bas (prêt)
- 2005-2006 : RKC Waalwijk  Pays-Bas
- 2006-jan. 2014 : AZ Alkmaar  Pays-Bas
- depuis jan. 2014 : PAOK Salonique  Grèce
  - depuis jan. 2015 : Cercle Bruges KSV  Belgique (prêt)

## Palmarès
- Champion des Pays-Bas en 2009 avec l'AZ Alkmaar.
- Vainqueur de la Coupe des Pays-Bas en 2013 avec l'AZ Alkmaar.
- Vainqueur de la Supercoupe des Pays-Bas en 2009 avec l'AZ Alkmaar.